# Prix Louis-Philippe-Hébert
Pour un article plus général, voir Société Saint-Jean-Baptiste de Montréal.
 (novembre 2023).
Si vous disposez d'ouvrages ou d'articles de référence ou si vous connaissez des sites web de qualité traitant du thème abordé ici, merci de compléter l'article en donnant les références utiles à sa vérifiabilité et en les liant à la section « Notes et références ».
Le prix Louis-Philippe-Hébert est un prix québécois créé en 1971 par la Société Saint-Jean-Baptiste de Montréal et décerné à une personnalité qui s'illustre dans le domaine des arts plastiques. Il a été nommé en l'honneur du sculpteur Louis-Philippe Hébert.

## Liste des lauréats
- 1971 - 	Jean Paul Lemieux
- 1972 -	Alfred Pellan
- 1973 -	Jean-Paul Riopelle
- 1975 -	Sylvia Daoust
- 1976 -	Marcelle Ferron
- 1977 -	Père Wilfrid Corbeil
- 1978 -	Fernand Leduc
- 1979 -	Jacques de Tonnancour
- 1981 -	Charles Daudelin
- 1983 -	Micheline Beauchemin
- 1985 -	Léon Bellefleur
- 1987 -	Claude Gosselin
- 1989 -	Pierre Ayot
- 1990 -	Serge Lemoyne
- 1991 -	Ulysse Comtois
- 1995 -	Pierre Gauvreau
- 1998 -	Jocelyne Alloucherie
- 2013 -	Marcel Barbeau